# شهرستان رابرتس (داکوتای جنوبی)
شهرستان رابرتس، داکوتای جنوبی (به انگلیسی: Roberts County, South Dakota) یک سکونت‌گاه مسکونی در ایالات متحده آمریکا است که در داکوتای جنوبی واقع شده‌است.

## خصوصیات
شهرستان رابرتس ۲٬۹۴۱ کیلومتر مربع مساحت دارد.